# Tần Hoàng Đảo
Tần Hoàng Đảo (tiếng Trung giản thể: 秦皇岛市) là một địa cấp thị của tỉnh Hà Bắc, Trung Quốc. Thành phố này có diện tích 7.791,57 km² (3.008,34 dặm vuông), dân số năm 2020 là 3.136.879 người, trong đó 1.881.047 người sống trong khu vực nội thành.

## Các đơn vị hành chính trực thuộc
Địa cấp thị Tần Hoàng Đảo quản lý các đơn vị cấp huyện sau:

### Các quận nội thành
Các quận nội thành:
- Hải Cảng (海港区)
- Sơn Hải Quan (山海关区)
- Bắc Đới Hà (北戴河区)
- Phủ Ninh (抚宁区)

### Các huyện
Các huyện:
- Huyện Xương Lê (昌黎县)
- Huyện Lư Long (卢龙县)
- Huyện tự trị dân tộc Mãn Thanh Long (青龙满族自治县)